# Hu Jia
Hu Jia (en xinès simplificat: 胡佳, pinyin: Hú Jiā; Pequín, República Popular de la Xina 1973) és un activista en favor dels Drets Humans i dissident xinès.

## Biografia
Va néixer el 25 de juliol de 1973 a la ciutat de Pequín. Va estudiar informàtica a la seva ciutat natal i posteriorment es dedicà a defensar els drets humans al seu país amb la seva esposa. L'any 2006 la revista Time Magazine el va incloure en el llistat dels "Mil herois i pioners del món", i el 2007 fou guardonat amb el Premi Especial Xina de Reporters Sense Fronteres.
El 27 de desembre de 2007, conjuntament amb la seva esposa, fou detingut per la polícia xinesa en la campanya de repressió que, segons Amnistia Internacional, el govern desenvolupà contra els defensors dels drets humans abans de l'inici dels Jocs Olímpics d'Estiu de 2008. Greument malalt d'hepatitis, el 3 d'abril de 2008 fou sentenciat a tres anys i mig de presó, una sentència que va provocar més tensió internacional després dels disturbis creats per les protestes a favor de la independència del Tibet. El Tribunal de Justícia va presentar proves com "la publicació d'articles dins i fora de la Xina, i acceptar així mateix entrevistes amb la premsa estrangera".
El 23 d'octubre de 2008 el Parlament Europeu el condecorà amb el Premi Sàkharov per la Llibertat de Consciència pel fet de "posar de manifest les violacions dels Drets Humans que s'han comès a la Xina en els últims anys". El novembre de 2014 va signar el manifest «Deixin votar els catalans», juntament amb altres personalitats internacionals.